# Emil Luckow
Emil Wilhelm Luckow (* 27. März 1859 in Grützendorf; † 22. August 1939 in Berlin) war ein deutscher Arzt, Turner und Turnlehrer.

## Leben und Wirken
Nach dem Besuch der Knabenschule in Schönlanke ging er an das Lehrerseminar nach Koschmin und wurde 1880 Hilfslehrer in Rogasen. Ab 1882 besuchte er die Turnlehrerbildungsanstalt in Berlin und wurde 1883 Hilfslehrer am Seminar in Köslin. Nach zwei Jahren erlangte er eine Stellung im Schuldienst in Berlin. Daneben studierte er zusätzlich Medizin und promovierte zum Dr. med. 1895 erfolgte seine Ernennung zum Turnlehrer an der Universität Greifswald. Im darauffolgenden Jahr legte er das medizinische Staatsexamen ab. Er kehrte nach dem Tod von Eduard Ferdinand Angerstein nach Berlin zurück und wurde dessen Nachfolger als städtischer Oberturnwart in Berlin. Als solcher war er hauptverantwortlich für das Schulturnwesen in Berlin und war über 25 Jahre im Amt.

## Schriften (Auswahl)
- Lehrstoff für den Turnunterricht an Knaben-Volksschulen. Berlin 1904.
- Praktisches Hilfsbuch für den Unterricht in den Leibesübungen an Volks- und Höheren Mädchenschulen (Turnen, Spielen, Schwimmen, Wandern). Weidmann, Berlin 1909.
- Der menschliche Körper . 5. Aufl., Berlin 1922.